# Austroagrion
Austroagrion is een geslacht van libellen (Odonata) uit de familie van de waterjuffers (Coenagrionidae).

## Soorten
Austroagrion omvat 5 soorten:
- Austroagrion cyane (Selys, 1876)
- Austroagrion exclamationis Campion, 1915
- Austroagrion kiautai Theischinger & Richards, 2007
- Austroagrion pindrina Watson, 1969
- Austroagrion watsoni Lieftinck, 1982